# Alfarábi
Abu Nácer Maomé ibne Maomé Alfarábi (em árabe: ابو نصر محمد بن محمد فارابی‎; romaniz.: Abū Naṣr Muḥammad ibn Muḥammad Fārābī; Farabe, Turquestão, ca. 870 – Damasco, 950), mais conhecido somente como Alfarábi ou Farábi, foi um filósofo muçulmano turco ou persa da Idade de Ouro Islâmica. Do seu nome se gerou o termo português "alfarrábio" e termos deste derivados. Estudou em Bagdá e Harrã, viveu na Síria e no Egito, e estabeleceu-se depois na corte do soberano de Alepo, Ceife Adaulá.
Alfarábi, que inaugurou a grande linha de filósofos muçulmanos da Idade Média, se interessou tanto por química, ciências naturais, física quanto por ética, ciência política e filosofia da religião. Foi também um bom músico e seu Grande livro da música colocou-o entre os principais teóricos do assunto. A palavra portuguesa alfarrábio é uma simples alteração do seu nome.
Na filosofia dizia-se ao mesmo tempo influenciado por Platão e Aristóteles e considerava que as doutrinas dos dois mestres da Antiguidade, longe de serem opostas, se complementavam. Alfarábi formulou, com uma clareza até então desconhecida, a distinção entre a existência e a essência. Retomou a teoria aristotélica sobre a eternidade do mundo, o que lhe causou dificuldades com os círculos islâmicos ortodoxos. Mas o próprio Alfarábi não separava a religião da filosofia e se servia de termos do Alcorão para traduzir os conceitos de filosofia grega.
Grande parte de sua obra é dedicada à política e à economia. Em seu tratado Epístolas sobre as opiniões do povo ou Estado modelo, o filósofo apresentou uma utopia platônica na qual a sociedade é comparada com um grande corpo único que estenderia suas ramificações à totalidade dos homens.